# Ugo Benelli
Ugo Benelli (ur. 20 stycznia 1935 w Genui) – włoski śpiewak operowy, tenor.

## Życiorys
Jako zwycięzca konkursu wokalnego organizowanego przez mediolańską La Scalę otrzymał od tego teatru stypendium na studia. Zadebiutował jako śpiewak operowy w 1960 roku na scenie La Piccola Scala. Od 1967 roku występował na festiwalu operowym w Glyndebourne, gdzie kreował role Nemorina w Napoju miłosnym, Narcisa w Turku we Włoszech i Don Basilia w Weselu Figara. Rolą Ernesta w Don Pasquale debiutował w 1974 roku na deskach Covent Garden Theatre w Londynie. Występował na czołowych scenach operowych świata, m.in. w Operze Wiedeńskiej, Teatro Colón w Buenos Aires i Teatrze Bolszoj w Moskwie.
Specjalizował się w repertuarze komicznym, wcielał się w role m.in. Hrabiego Almavivy w Cyruliku sewilskim, Lindora we Włoszce w Algierze, Ramira w Kopciuszku. W 1979 roku wystąpił w Operze Wrocławskiej, gdzie kreował role Ferranda w Così fan tutte i Ernesta w Don Pasquale.